# Sybase Open 1997
Il Sybase Open Open 1997 è stato un torneo di tennis giocato sul cemento indoor. È stata la 109ª edizione del Pacific Coast Championships, che fa parte della categoria World Series nell'ambito dell'ATP Tour 1997. Si è giocato nell'HP Pavilion di San Jose negli Stati Uniti, dal 10 al 16 febbraio 1997.

## Campioni

### Singolare
Pete Sampras ha battuto in finale  Greg Rusedski con il punteggio di 3–6, 5-0 rit

### Doppio
Brian MacPhie /  Gary Muller hanno battuto in finale  Mark Knowles /  Daniel Nestor con il punteggio di 4–6, 7–6, 7–5